# 6. etape af Giro d'Italia 2018
6. etape af Giro d'Italia 2018 gik fra Caltanissetta på Sicilien til Etna 10. maj 2018. 
Esteban Chaves vandt etapen foran sin holdkammerat Simon Yates. Yates overtog førertrøjen, mens Chaves tog bjergtrøjen.

## Etaperesultater
| \| Etaperesultat \| Etaperesultat \| Etaperesultat \| Etaperesultat \| Etaperesultat \| \| Rytter \| Rytter \| Hold \| Tid \| \| \| ------------- \| ------------------ \| ----------------- \| ------------- \| ------------- \| \| 1. \| Esteban Chaves \| Mitchelton-Scott \| 4t 16' 11" \| \| \| 2. \| Simon Yates \| Mitchelton-Scott \| + 0" \| \| \| 3. \| Thibaut Pinot \| Groupama-FDJ \| + 26" \| \| \| 4. \| George Bennett \| LottoNL-Jumbo \| + 26" \| \| \| 5. \| Domenico Pozzovivo \| Bahrain-Merida \| + 26" \| \| \| 6. \| Miguel Ángel López \| Astana \| + 26" \| \| \| 7. \| Richard Carapaz \| Movistar Team \| + 26" \| \| \| 8. \| Tom Dumoulin \| Team Sunweb \| + 26" \| \| \| 9. \| Fabio Aru \| UAE Team Emirates \| + 26" \| \| \| 10. \| Chris Froome \| Team Sky \| + 26" \| \| |                    |                   |            |
| |                    |                   |            |
| Kilde: ProCyclingStats |                    |                   |            |
| Etaperesultat |                    |                   |            |
| Rytter | Rytter             | Hold              | Tid        |
| 1. | Esteban Chaves     | Mitchelton-Scott  | 4t 16' 11" |
| 2. | Simon Yates        | Mitchelton-Scott  | + 0"       |
| 3. | Thibaut Pinot      | Groupama-FDJ      | + 26"      |
| 4. | George Bennett     | LottoNL-Jumbo     | + 26"      |
| 5. | Domenico Pozzovivo | Bahrain-Merida    | + 26"      |
| 6. | Miguel Ángel López | Astana            | + 26"      |
| 7. | Richard Carapaz    | Movistar Team     | + 26"      |
| 8. | Tom Dumoulin       | Team Sunweb       | + 26"      |
| 9. | Fabio Aru          | UAE Team Emirates | + 26"      |
| 10. | Chris Froome       | Team Sky          | + 26"      |

## Samlet
| \| Samlede stilling \| Samlede stilling \| Samlede stilling \| Samlede stilling \| Samlede stilling \| \| Rytter \| Rytter \| Hold \| Tid \| \| \| ---------------- \| ------------------ \| ----------------- \| ---------------- \| ---------------- \| \| 1. \| Simon Yates \| Mitchelton-Scott \| 22t 46' 03" \| \| \| 2. \| Tom Dumoulin \| Team Sunweb \| + 16" \| \| \| 3. \| Esteban Chaves \| Mitchelton-Scott \| + 26" \| \| \| 4. \| Domenico Pozzovivo \| Bahrain-Merida \| + 43" \| \| \| 5. \| Thibaut Pinot \| Groupama-FDJ \| + 45" \| \| \| 6. \| Rohan Dennis \| BMC Racing Team \| + 53" \| \| \| 7. \| Pello Bilbao \| Astana \| + 1' 03" \| \| \| 8. \| Chris Froome \| Team Sky \| + 1' 10" \| \| \| 9. \| George Bennett \| LottoNL-Jumbo \| + 1' 11" \| \| \| 10. \| Fabio Aru \| UAE Team Emirates \| + 1' 12" \| \| |                    |                   |             |
| |                    |                   |             |
| Kilde: ProCyclingStats |                    |                   |             |
| Samlede stilling |                    |                   |             |
| Rytter | Rytter             | Hold              | Tid         |
| 1. | Simon Yates        | Mitchelton-Scott  | 22t 46' 03" |
| 2. | Tom Dumoulin       | Team Sunweb       | + 16"       |
| 3. | Esteban Chaves     | Mitchelton-Scott  | + 26"       |
| 4. | Domenico Pozzovivo | Bahrain-Merida    | + 43"       |
| 5. | Thibaut Pinot      | Groupama-FDJ      | + 45"       |
| 6. | Rohan Dennis       | BMC Racing Team   | + 53"       |
| 7. | Pello Bilbao       | Astana            | + 1' 03"    |
| 8. | Chris Froome       | Team Sky          | + 1' 10"    |
| 9. | George Bennett     | LottoNL-Jumbo     | + 1' 11"    |
| 10. | Fabio Aru          | UAE Team Emirates | + 1' 12"    |

| Pointkonkurrence | Pointkonkurrence | Pointkonkurrence              | Pointkonkurrence | Pointkonkurrence |
| Rytter           | Rytter           | Hold                          | Point            |                  |
| ---------------- | ---------------- | ----------------------------- | ---------------- | ---------------- |
| 1.               | Elia Viviani     | Quick-Step Floors             | 131 point        |                  |
| 2.               | Sacha Modolo     | EF Education First-Drapac     | 55 point         |                  |
| 3.               | Jakub Mareczko   | Wilier Triestina-Selle Italia | 53 point         |                  |
| 4.               | Sam Bennett      | Bora-Hansgrohe                | 50 point         |                  |
| 5.               | Marco Frapporti  | Androni Giocattoli-Sidermec   | 49 point         |                  |
| 6.               | Guillaume Boivin | Israel Cycling Academy        | 48 point         |                  |
| 7.               | Enrico Battaglin | LottoNL-Jumbo                 | 37 point         |                  |
| 8.               | Rohan Dennis     | BMC Racing Team               | 32 point         |                  |
| 9.               | Tim Wellens      | Lotto-Soudal                  | 30 point         |                  |
| 10.              | Simon Yates      | Mitchelton-Scott              | 30 point         |                  |

| Ungdomskonkurrence | Ungdomskonkurrence    | Ungdomskonkurrence          | Ungdomskonkurrence | Ungdomskonkurrence |
| Rytter             | Rytter                | Hold                        | Tid                |                    |
| ------------------ | --------------------- | --------------------------- | ------------------ | ------------------ |
| 1.                 | Richard Carapaz       | Movistar Team               | 22t 47' 26"        |                    |
| 2.                 | Ben O'Connor          | Dimension Data              | + 16"              |                    |
| 3.                 | Sam Oomen             | Team Sunweb                 | + 19"              |                    |
| 4.                 | Maximilian Schachmann | Quick-Step Floors           | + 39"              |                    |
| 5.                 | Miguel Ángel López    | Astana                      | + 49"              |                    |
| 6.                 | Valerio Conti         | UAE Team Emirates           | + 3' 21"           |                    |
| 7.                 | Fausto Masnada        | Androni Giocattoli-Sidermec | + 5' 42"           |                    |
| 8.                 | Giulio Ciccone        | Bardiani CSF                | + 13' 14"          |                    |
| 9.                 | Koen Bouwman          | LottoNL-Jumbo               | + 14' 08"          |                    |
| 10.                | Matej Mohorič         | Bahrain-Merida              | + 14' 58"          |                    |

| Bjergkonkurrence | Bjergkonkurrence   | Bjergkonkurrence              | Bjergkonkurrence | Bjergkonkurrence |
| Rytter           | Rytter             | Hold                          | Point            |                  |
| ---------------- | ------------------ | ----------------------------- | ---------------- | ---------------- |
| 1.               | Esteban Chaves     | Mitchelton-Scott              | 35 point         |                  |
| 2.               | Simon Yates        | Mitchelton-Scott              | 18 point         |                  |
| 3.               | Thibaut Pinot      | Groupama-FDJ                  | 12 point         |                  |
| 4.               | Enrico Barbin      | Bardiani CSF                  | 11 point         |                  |
| 5.               | George Bennett     | LottoNL-Jumbo                 | 9 point          |                  |
| 6.               | Marco Frapporti    | Androni Giocattoli-Sidermec   | 7 point          |                  |
| 7.               | Ryan Mullen        | Trek-Segafredo                | 6 point          |                  |
| 8.               | Domenico Pozzovivo | Bahrain-Merida                | 6 point          |                  |
| 9.               | Eugert Zhupa       | Wilier Triestina-Selle Italia | 5 point          |                  |
| 10.              | Andrea Vendrame    | Androni Giocattoli-Sidermec   | 4 point          |                  |

| Holdkonkurrence | Holdkonkurrence                          | Holdkonkurrence | Holdkonkurrence |
| Hold            | Hold                                     | Tid             |                 |
| --------------- | ---------------------------------------- | --------------- | --------------- |
| 1.              | Mitchelton-Scott                         | 68t 20' 33"     |                 |
| 2.              | Sky                                      | + 2' 06"        |                 |
| 3.              | Movistar Team                            | + 2' 06"        |                 |
| 4.              | Astana                                   | + 2' 23"        |                 |
| 5.              | UAE Team Emirates                        | + 6' 00"        |                 |
| 6.              | Groupama-FDJ                             | + 8' 02"        |                 |
| 7.              | Team Sunweb                              | + 13' 40"       |                 |
| 8.              | Lotto NL-Jumbo                           | + 14' 48"       |                 |
| 9.              | EF Education First-Drapac p/b Cannondale | + 15' 40"       |                 |
| 10.             | Dimension Data                           | + 17' 32"       |                 |